# Pieśni trampane
Pieśni trampane – kobiecy śpiew połączony z przytupywaniem, zwanym trampaniem; pozostałość dawnych tańców korowodowych spotykana współcześnie tylko na Kurpiach Zielonych.

## Charakterystyka
Pieśni trampane są wyłączną domeną kobiet, przede wszystkim młodych dziewcząt i panien na wydaniu. Były okazją do zaprezentowania zwinności i umiejętności wokalnych. Wykonywane były przy każdej okazji. Stanowiły nieodłączny element obrzędów weselnych, śpiewano je przed wyjazdem do ślubu oraz w oczekiwaniu na powrót pary młodej z kościoła. Także na wiejskich potańcówkach, gdy muzykanci mieli przerwę, dziewczęta wychodziły na środek, aby wytańczyć i wyśpiewać, „co im w sercu gra”.
Kobiety tworzyły koło, trzymając się za dłonie opuszczonych swobodnie rąk. Śpiewały pieśni rytmiczne, skoczne, ekspresyjne, a przy tym w specyficzny sposób wystukiwały nogami rytm. Przytrampywały, czyli przytupywały, od czasu do czasu przykucając lub podskakując. Dodawały pokrzyki jako ozdobniki. Charakterystyczny były ruch tułowia i rąk oraz nóg: unoszenie pięty w górę i następujące po nim wzniesienie się na palce tej samej nogi. Czasem wznoszono się na palce obydwu nóg, czasem na całe stopy, z charakterystycznym uginaniem kolan. Często jedna kobieta nadawała ton grupie. Tancerki nie przemieszczały się, poruszały się w miejscu, ewentualnie lekko przesuwały się w lewo lub w prawo i wracały na miejsce.
Pieśni trampane wykonywane są przez liczne zespoły folklorystyczne i grupy śpiewacze na Kurpiach Zielonych.
Mistrzyniami pieśni trampanych były m.in. Dłudzonki, a współcześnie są Bandysionki.

## Galeria

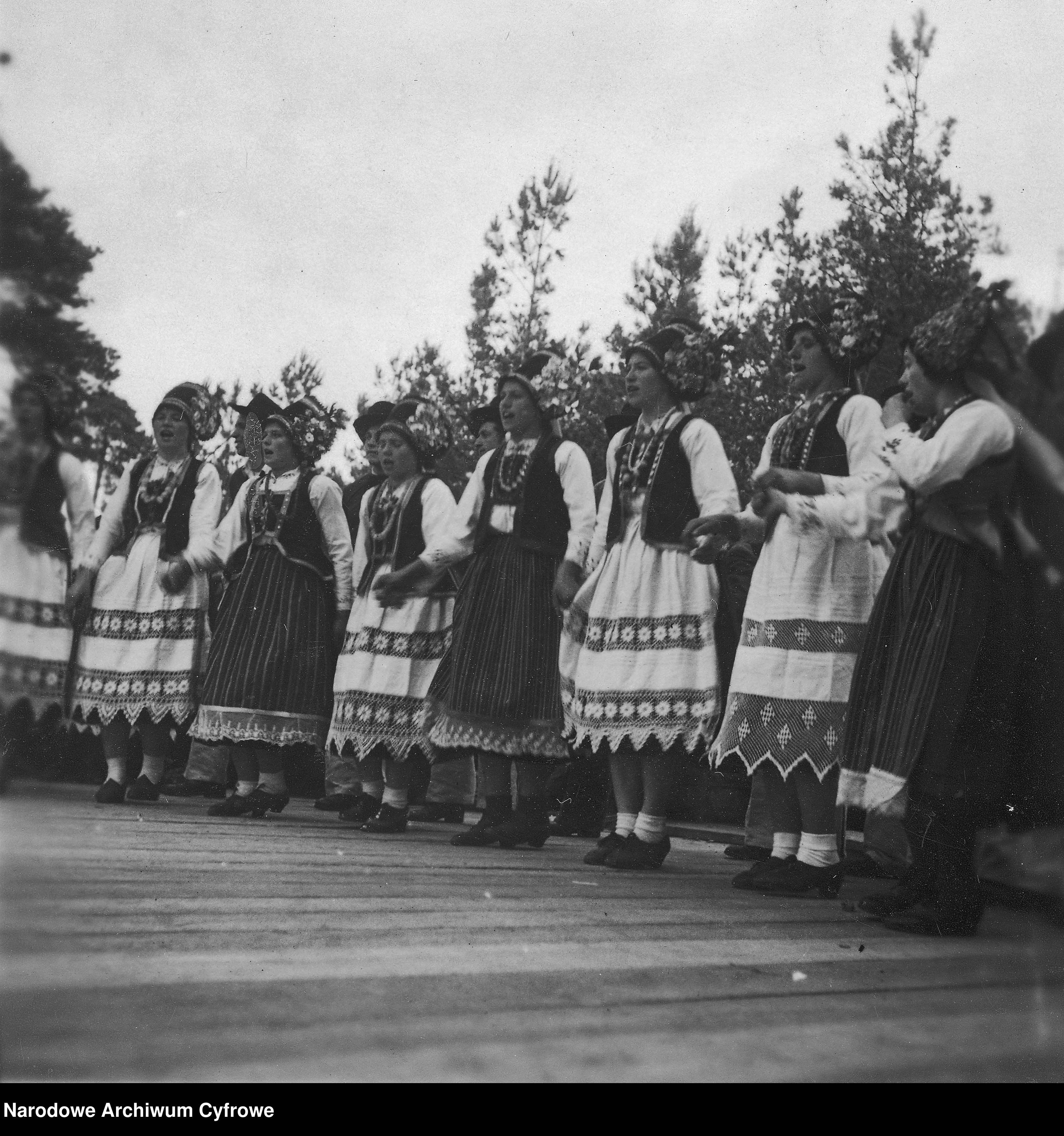
Kurpianki z Kadzidła podczas trampania
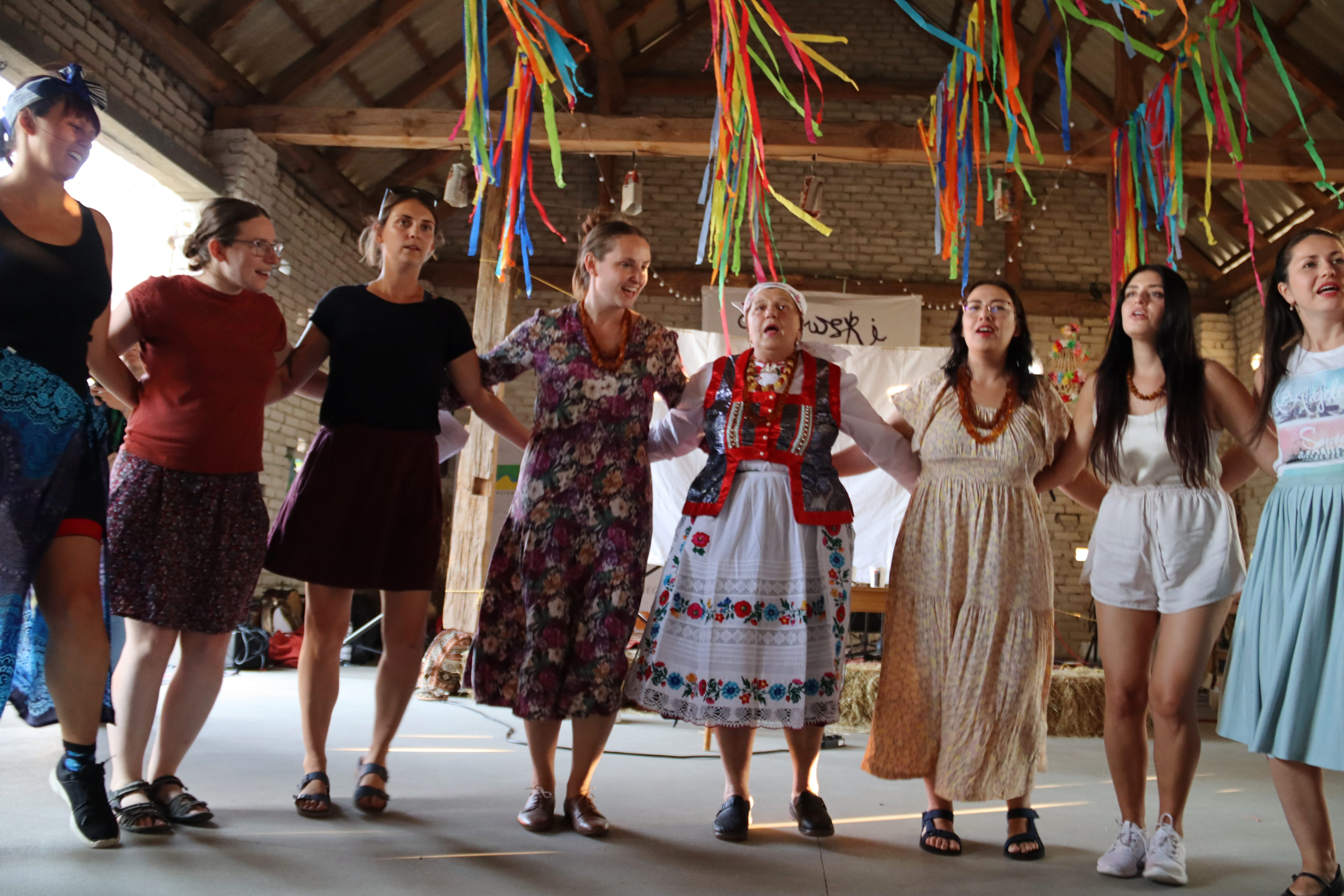
Nauka trampania z Weroniką Zyśk z Wolkowych
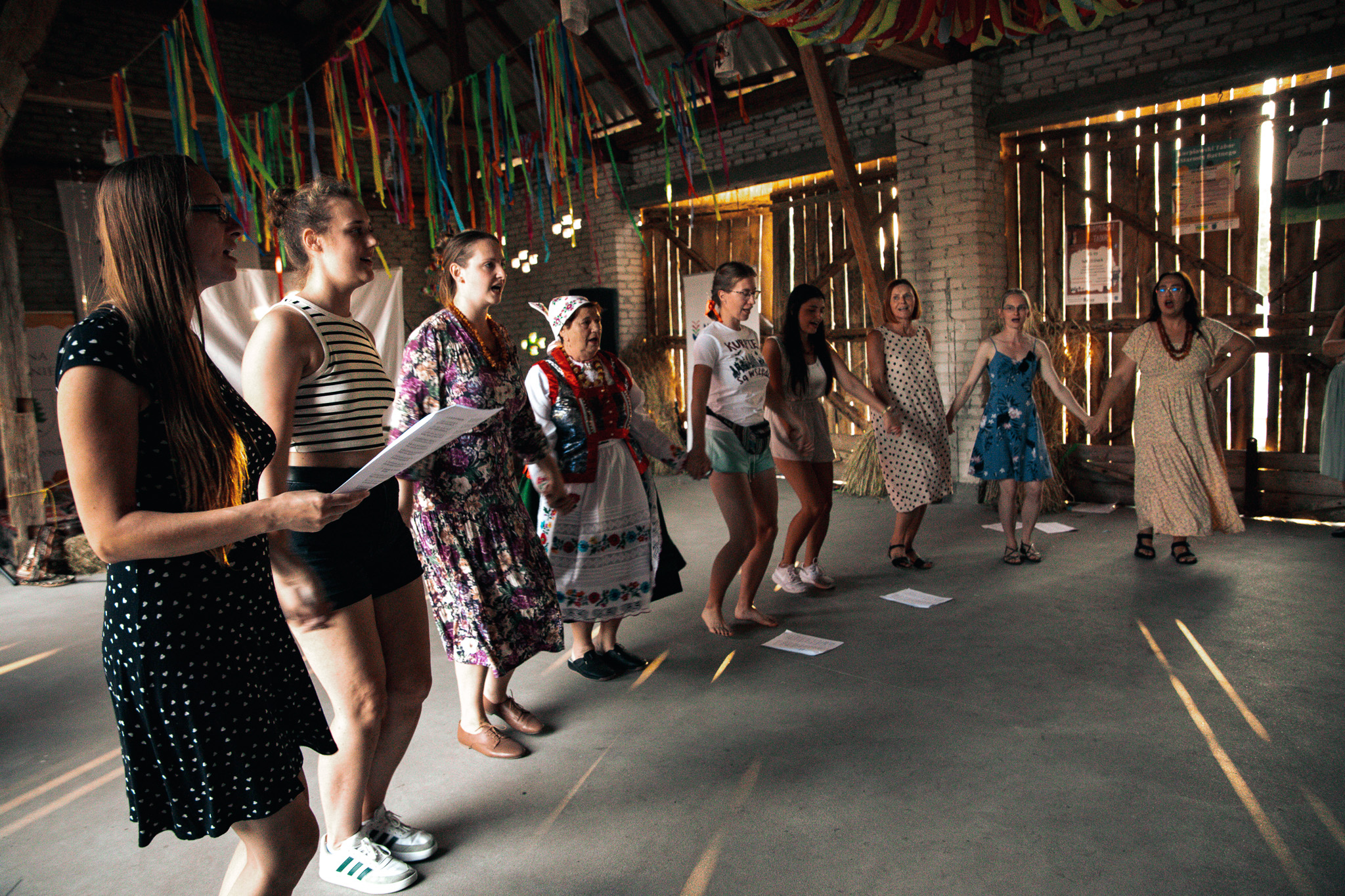
Nauka trampania z Weroniką Zyśk z Wolkowych
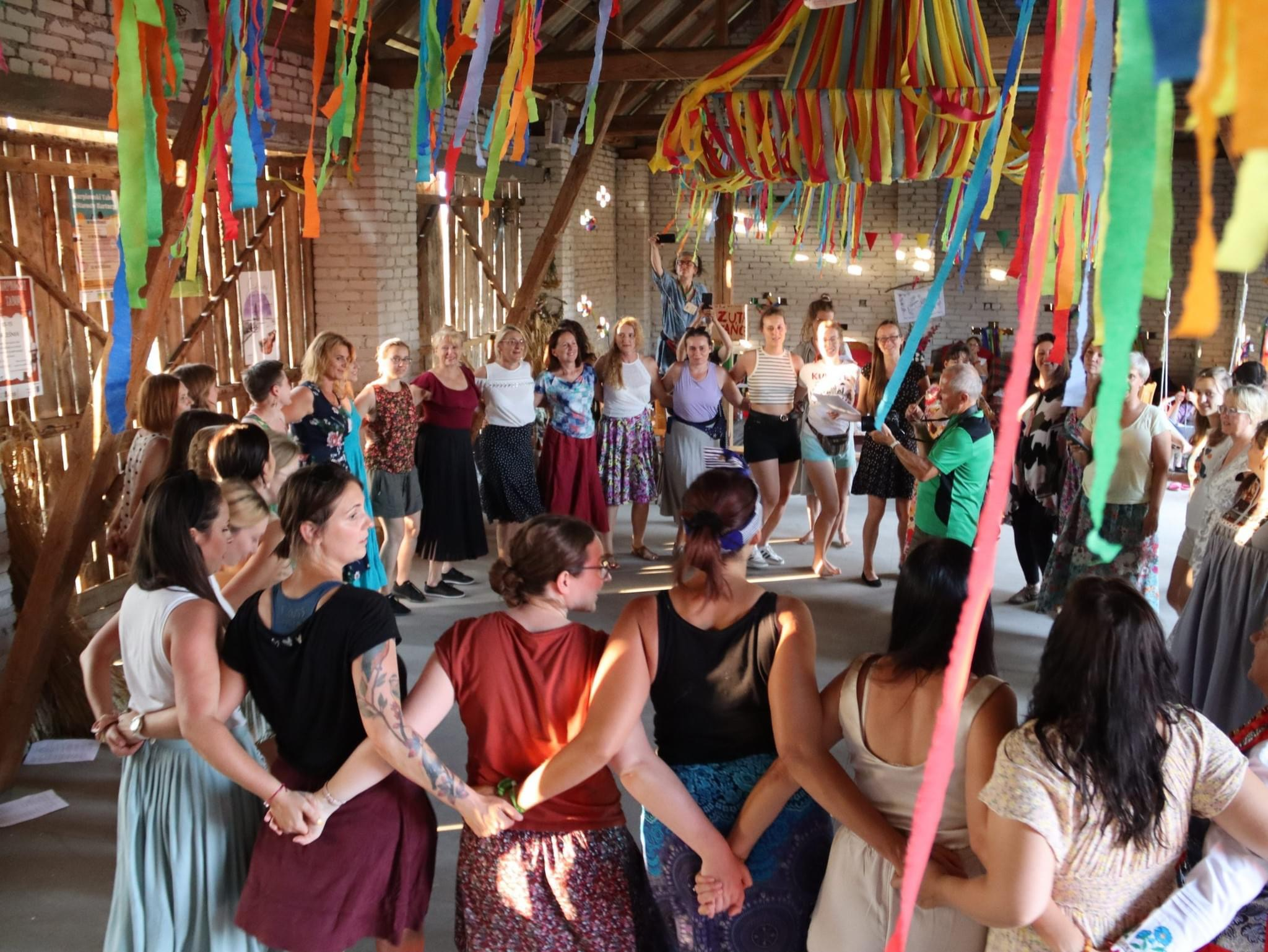
Nauka trampania z Weroniką Zyśk z Wolkowych
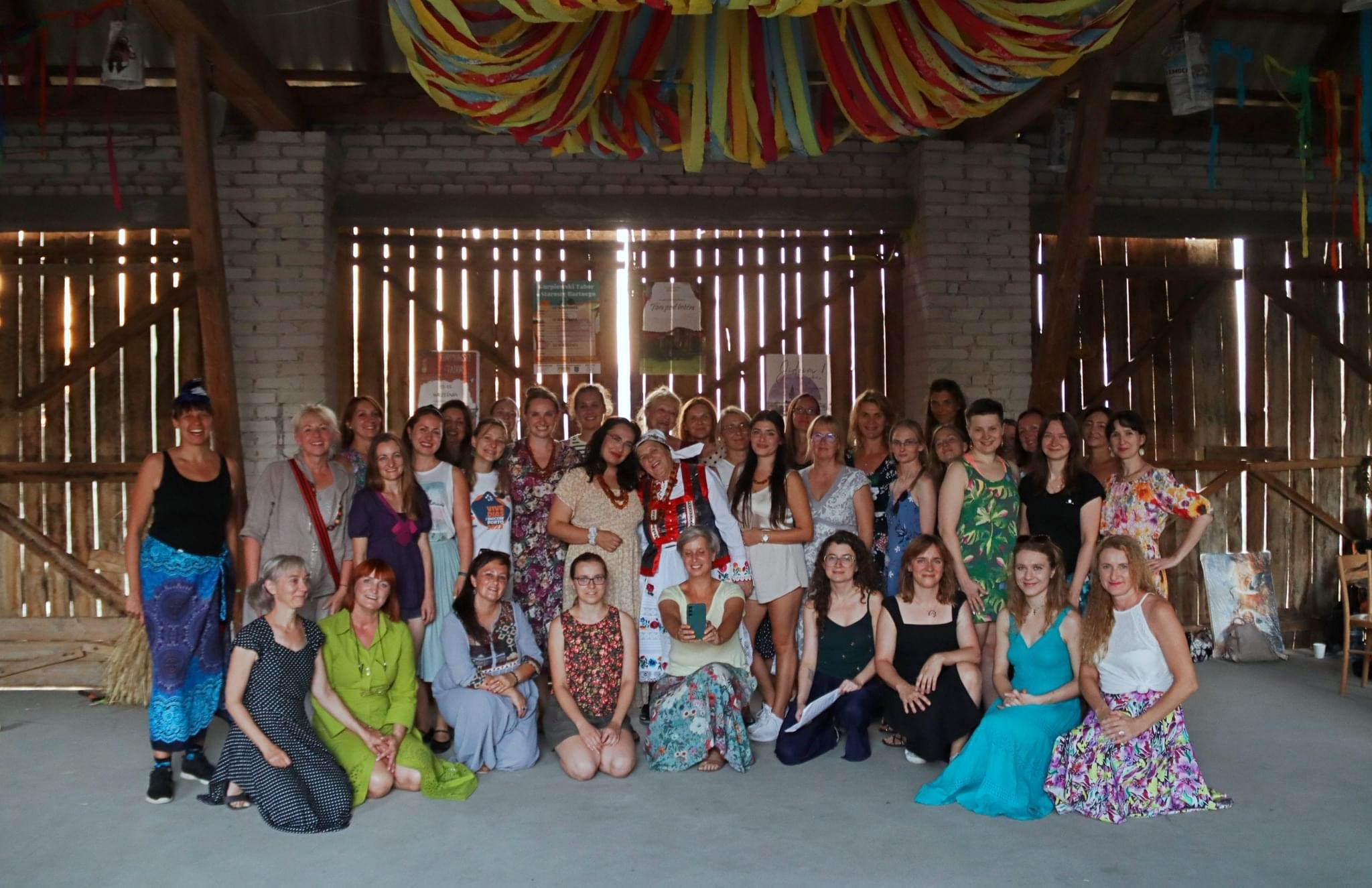
Uczestniczki warsztatów trampania z Weroniką Zyśk z Wolkowych
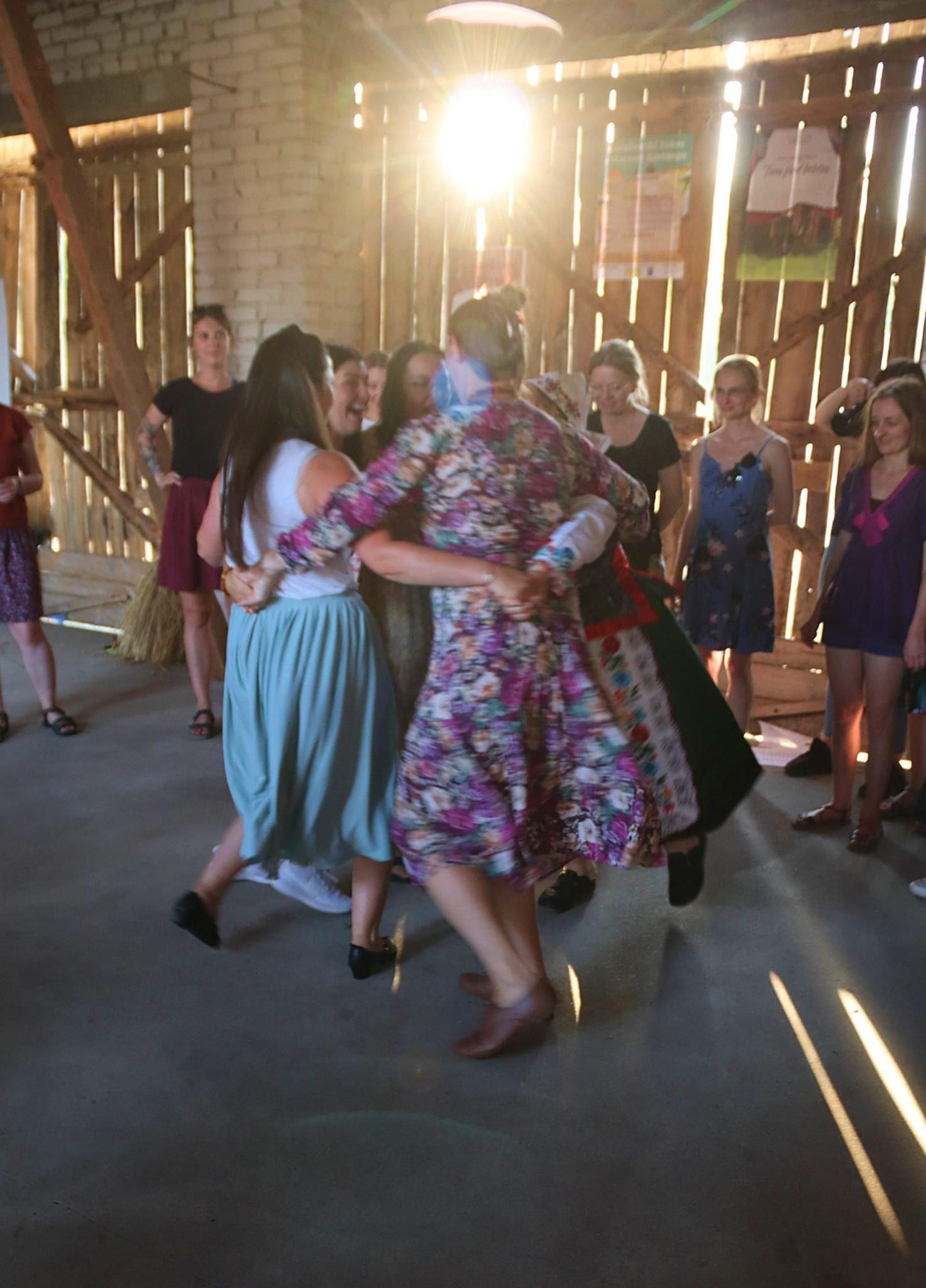
Jeden ze sposobów trzymania się podczas trampania
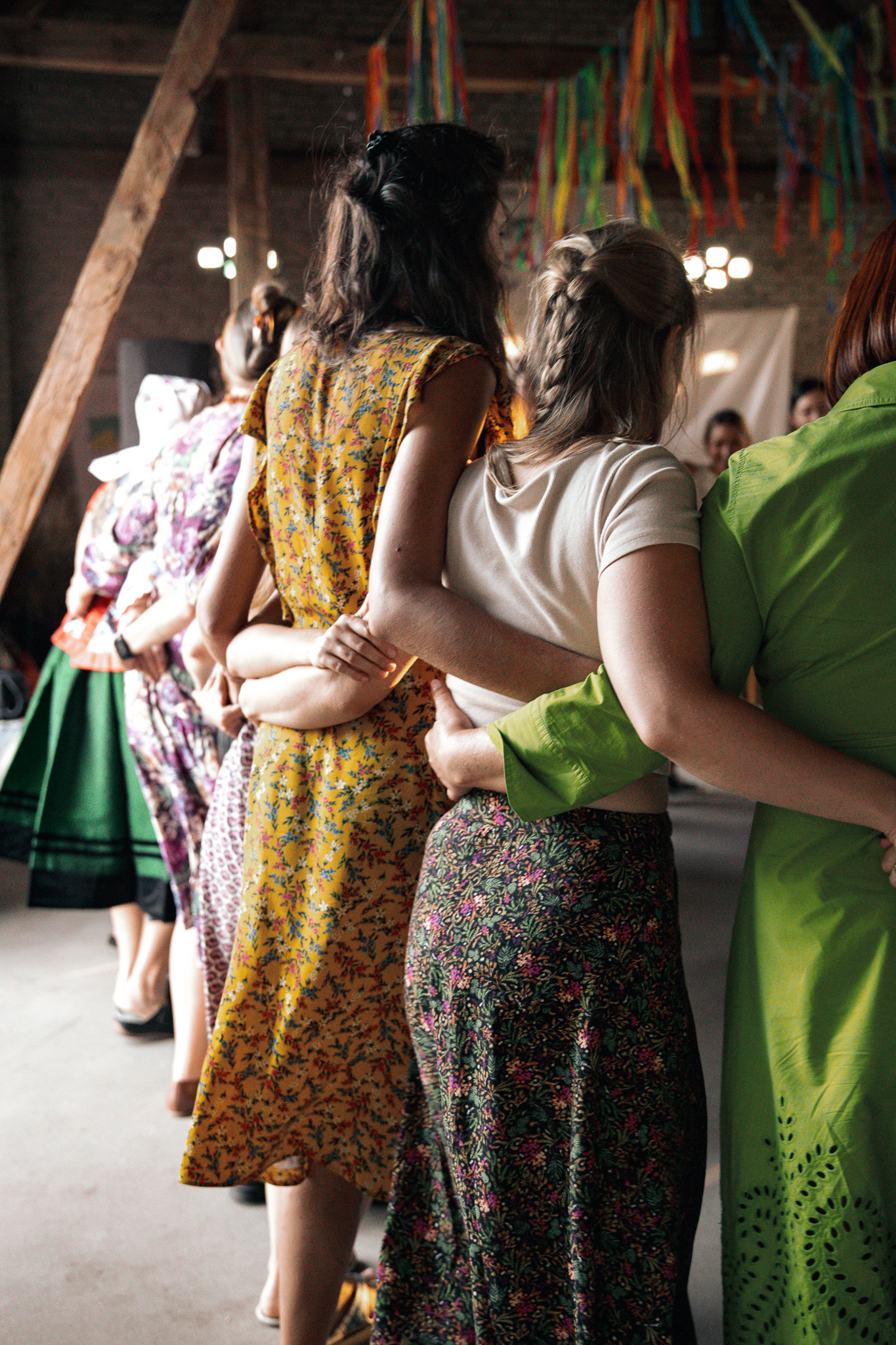
Jeden ze sposobów trzymania się podczas trampania
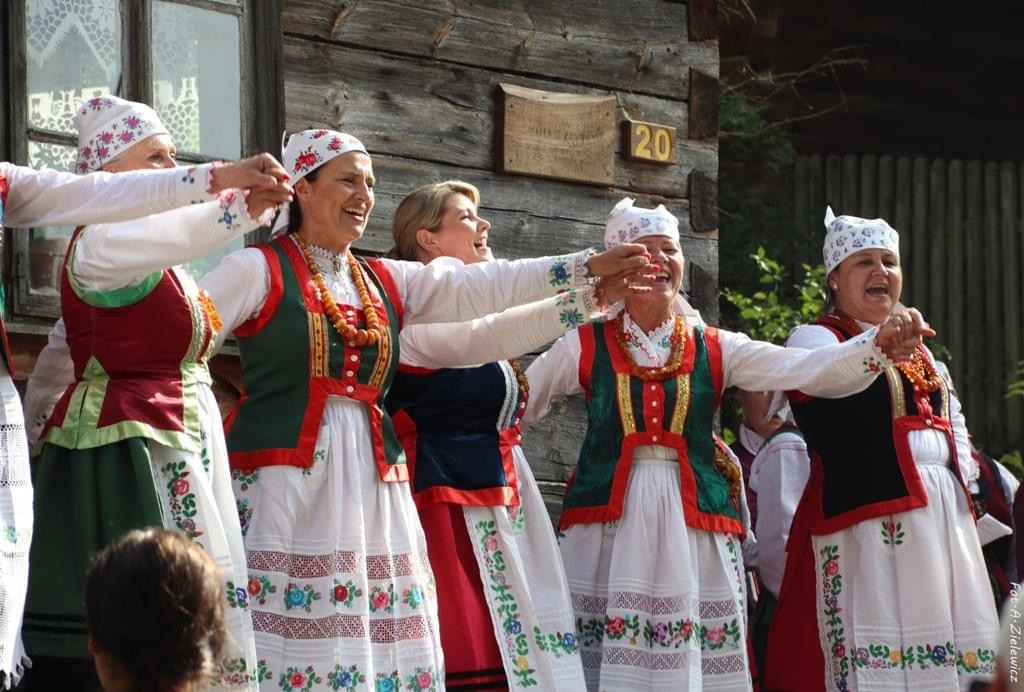
Kobiety z Zespołu Folklorystycznego „Kurpiowszczyzna” z Myszyńca podczas trampania
- Zespół „Kurpiowszczyzna z Myszyńca”, fragment pieśni trampanej Łu mej mamy w kumorze
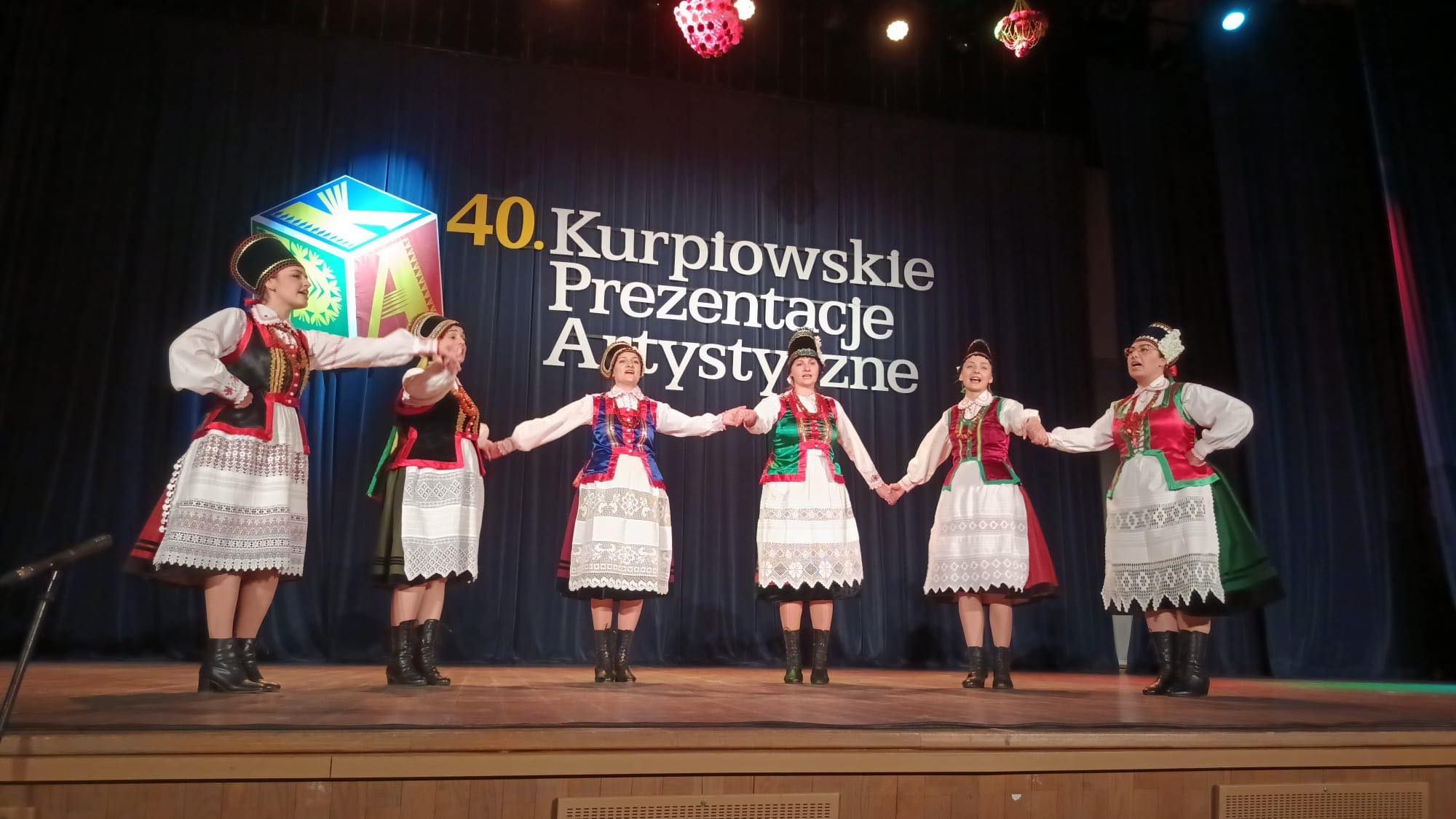
Grupa śpiewacza Ćerepetky podczas trampania, Kurpiowskie Prezentacje Artystyczne 2024